# Estación de autobuses de Logroño
La Estación de autobuses de Logroño es una estación de autobús situada en la ciudad española de Logroño. Fue abierta el 12 de septiembre de 2023 y oficialmente inaugurada el 6 de octubre dentro de un amplio proyecto urbanístico. Junto a la nueva estación de ferrocarril de Logroño forma parte de la Estación Intermodal de Logroño. Sobre el terreno donde ocupó el antiguo eje ferroviario de la ciudad se encuentra el parque del Rey Don Felipe VI.
La inversión total de la obra ha sido de 16.076.748,33 euros. Las obras se iniciaron en enero de 2017 y finalizaron en octubre de 2020.

## Historia

### Estación antigua (1958-2023)
La primera estación de autobús de la ciudad de Logroño estuvo situada en avenida de España 1 y fue inaugurada en 1958 junto con la antigua de ferrocarril de Logroño por Jorge Vigón, ministro de Obras Públicas en ese momento. Es un edificio independiente, y los lados laterales se extienden a la izquierda hacia la calle Pío XII y a la derecha hacia la calle España, hasta encontrarse con la calle Belchite y al frente un vano de planta triangular con ápice ovalado. Fue construido según el proyecto presentado por los arquitectos González y Carceller. 
El presupuesto de la estación de autobuses de Logroño fue de 4.452.458 pesetas más 6.734.733 pesetas, correspondientes al valor de las viviendas que componen toda la manzana. El edificio especial fue construido por la empresa Esteban Ortega, y lleva el siguiente nombre: Viviendas Teniente General Joaquín González Gallarza, siendo este militar el promotor del edificio.
Las obras realizadas en 1991 modernizaron todas las instalaciones, añadiendo la plaza con el “Monumento a la madre” define una imagen muy atractiva para el visitante que se acerque por primera vez a la capital riojana. La estación reabrió en 1992.
 

En 2007, gracias a la construcción de un gran aparcamiento subterráneo en la carretera de España, se ha aumentado la superficie de las aceras a ambos lados de la calle, y esta ampliación ha dotado de mayor anchura a la plaza de la estación de autobuses. Esta plaza ha sido remodelada nuevamente, y hay una zona de esparcimiento más amplia, con nuevas farolas, bancos y macetas. Detrás del monumento en honor a la madre, la colocación de un alegre e impresionante centro floral, seguido de dos cipreses y un granado, define el óvalo final de esta agradable plaza.

Antigua estación de autobuses de Logroño
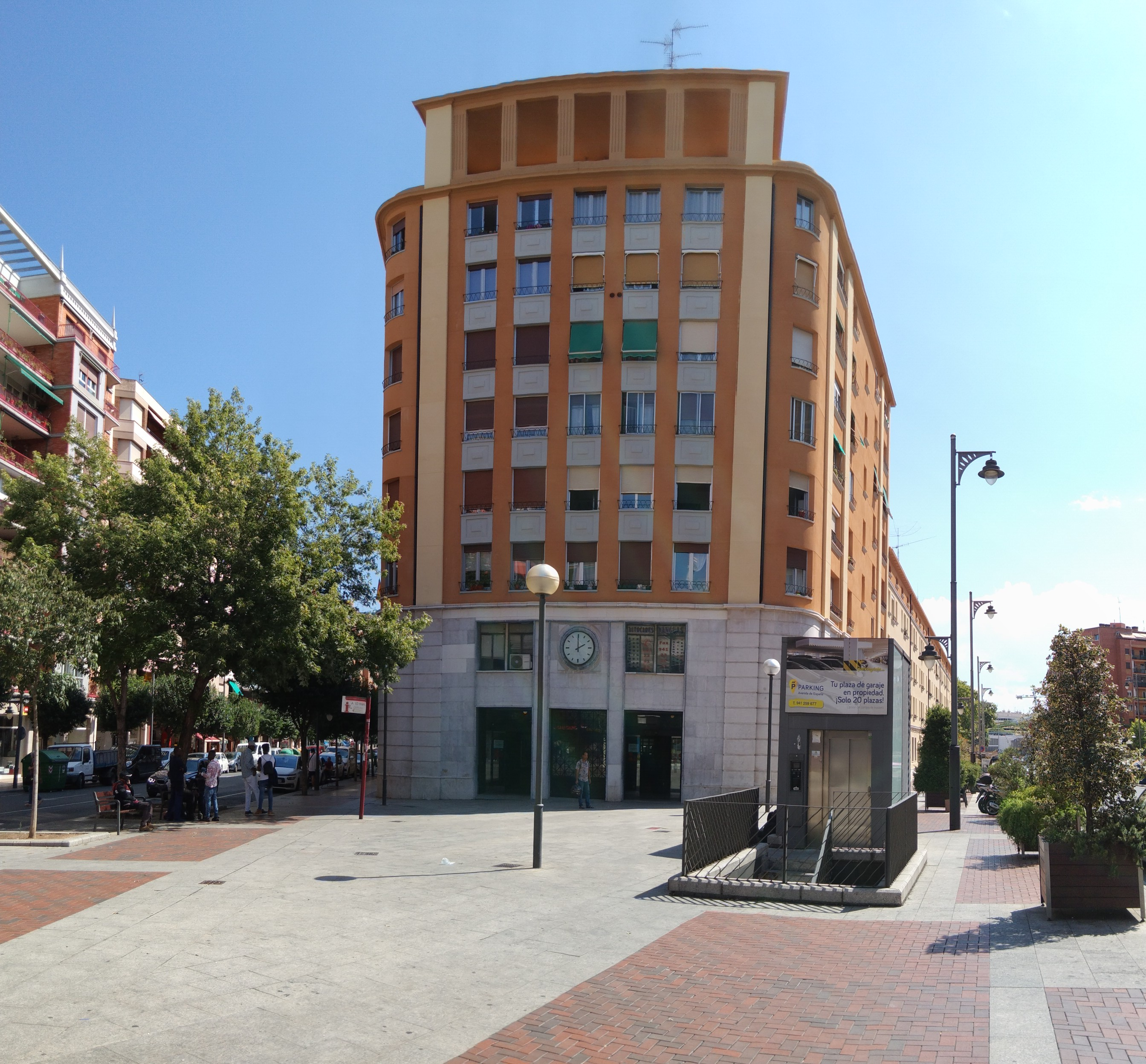
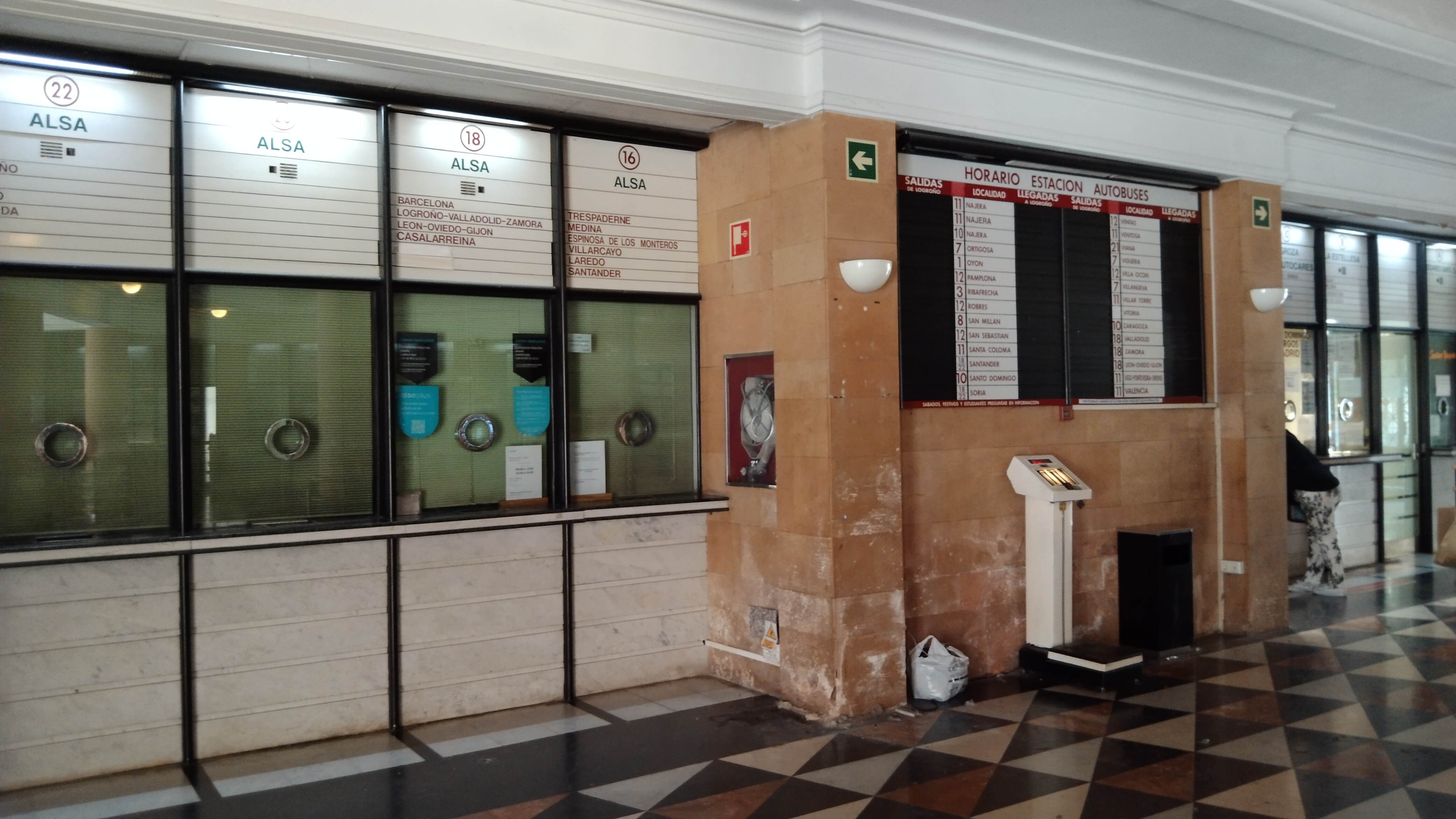
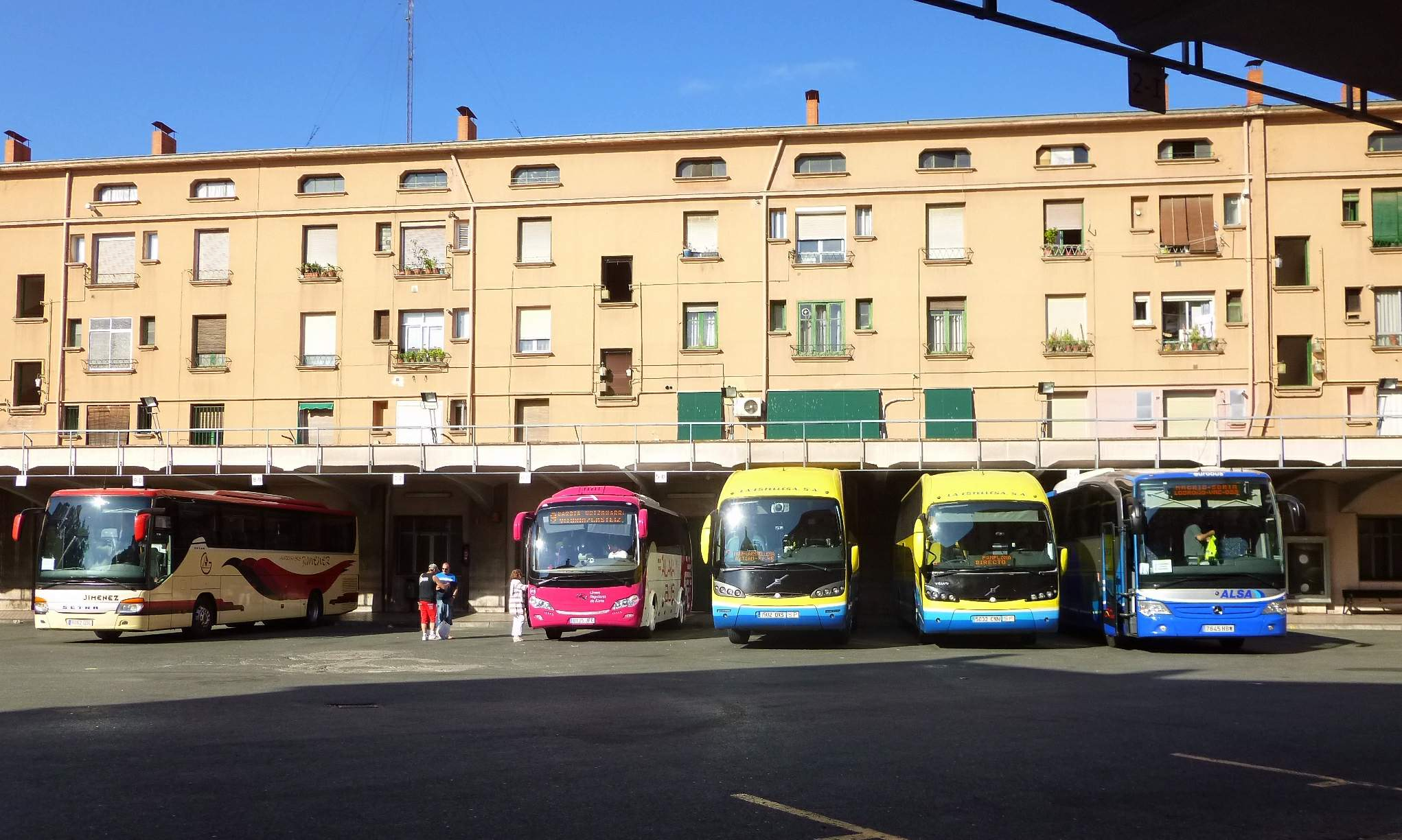
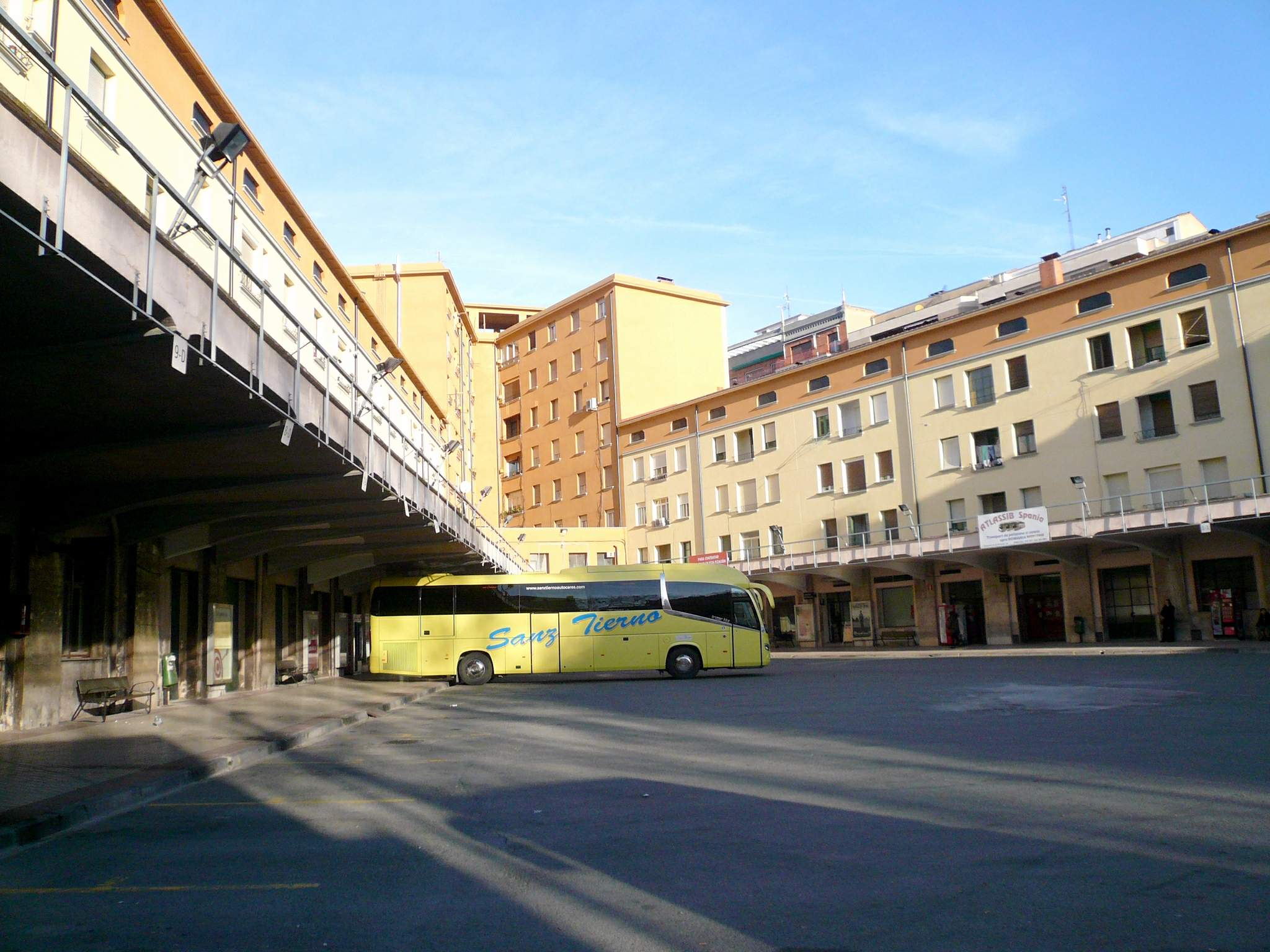

Se han propuesto la transformación de las viejas instalaciones de la estación en un centro deportivo y social para la tercera edad. "El proyecto cuenta con 2.577.412,62 € de financiación obtenida a través de la convocatoria de ayudas para la rehabilitación de edificios de titularidad pública en el marco del Plan de Recuperación, Transformación y Resiliencia, convocada por el Ministerio de Transportes, Movilidad y Agenda Urbana". La Junta de Gobierno Local ha abierto un concurso sobre el proyecto de la antigua estación de autobuses, premiado con 15.125 euros a la idea ganadora. Dados los plazos, la obra se planea iniciarse en 2025 y finalizaría en 2026. Se ha planeado mientras tanto el uso de las intalaciones como aparcamiento provisional, lo cual ha sido motivo de queja por asociaciones vecinales.

### Estación nueva
En 2017 se iniciaron las obras de la nueva estación, que se sitúa enfrente de la actual estación ferroviaria, con una gran similitud arquitectónica. En 2020 se inició la construcción de una cúpula que conecta el parque del Rey Don Felipe VI de la estación de ferrocarril con el mirador de la estación de autobuses. Las obras finalizaron en octubre de 2020.

Construcción de la estación de autobuses de Logroño
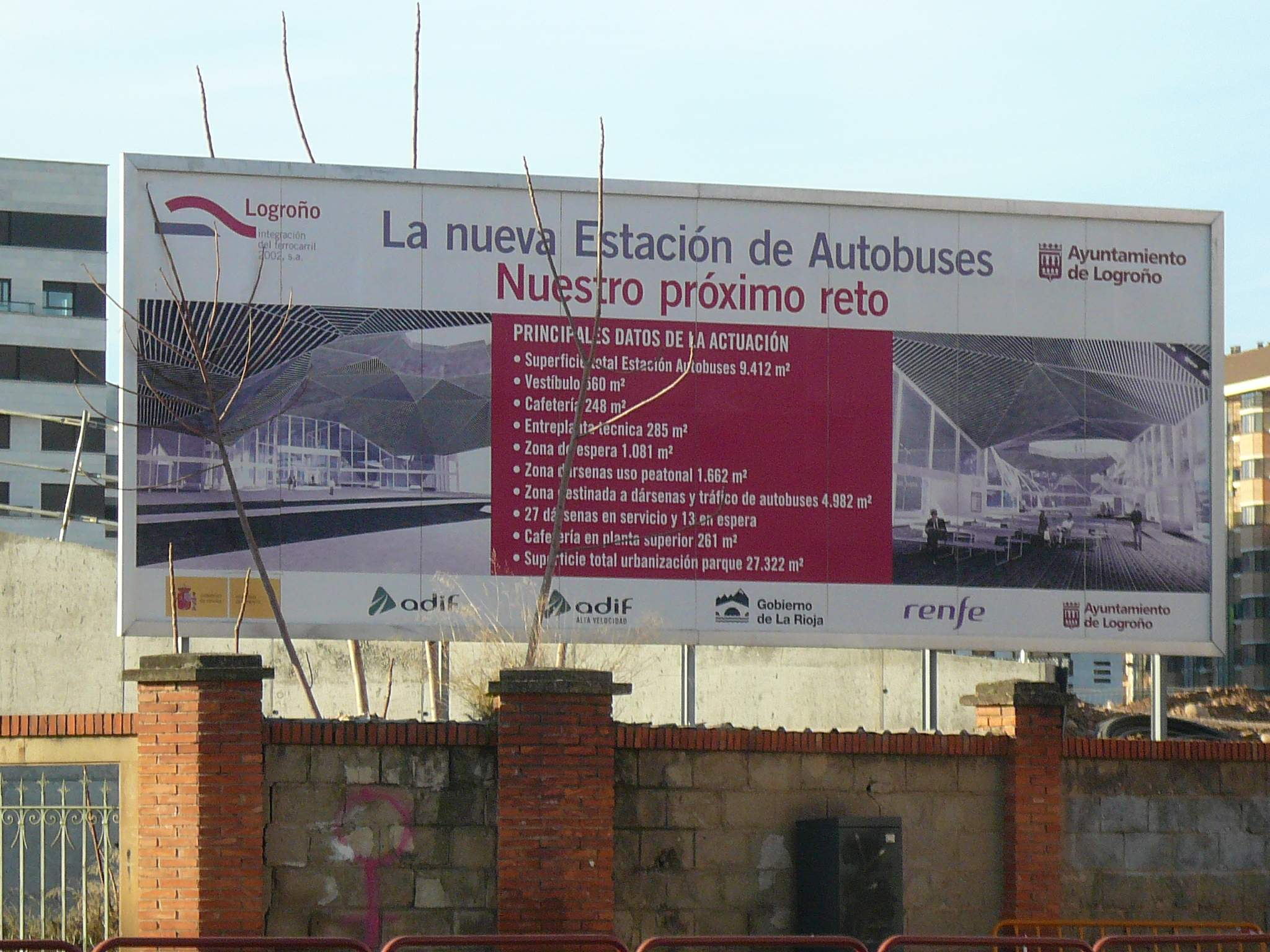
Cartel de la nueva Estación de autobuses de Logroño.
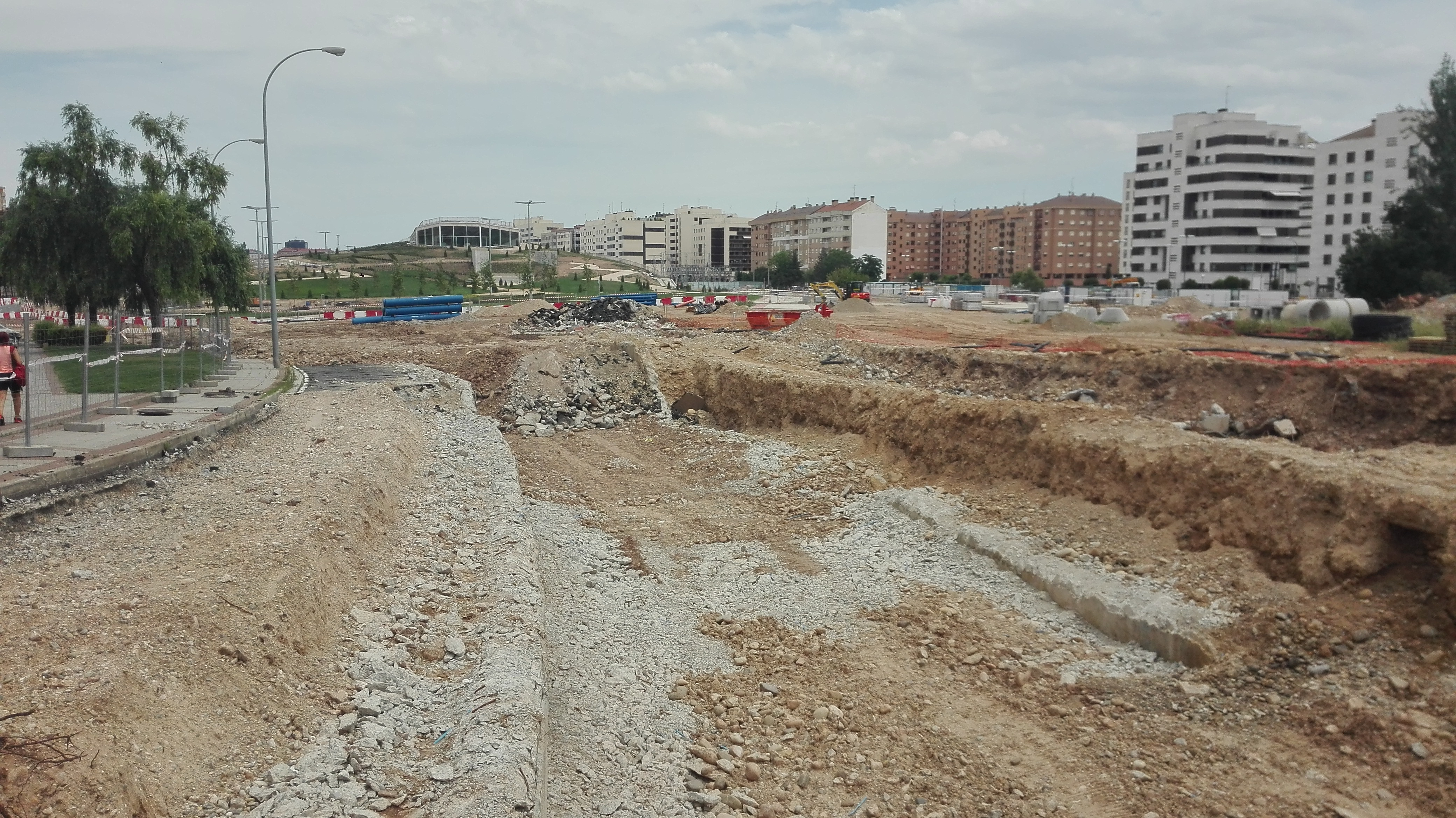
Construcción del jardín de la estación de autobuses de Logroño.
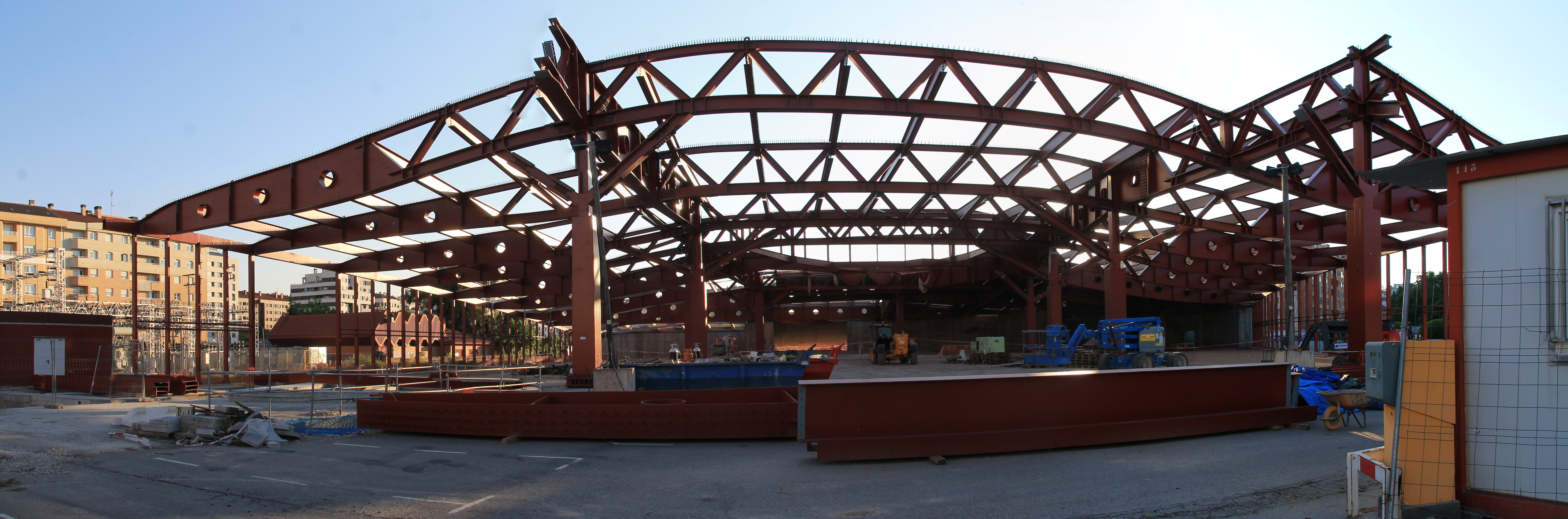
Construcción de la estructura de la estación de autobuses de Logroño.
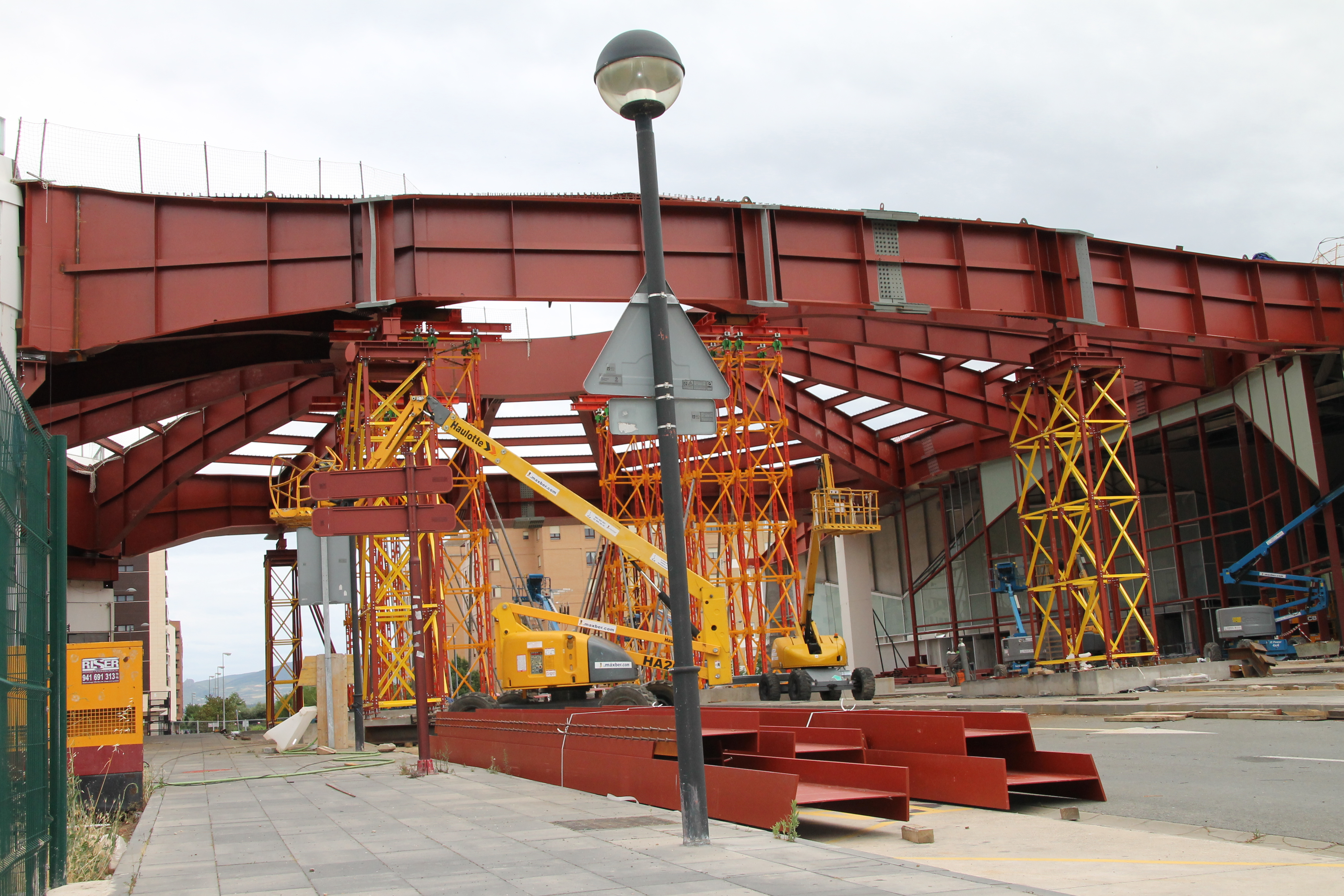
Construcción de la cúpula entre las estaciones de ferrocarril y autobús.

Finalmente la nueva estación entró en funcionamiento a las 00.00 horas del 12 de septiembre de 2023. Fue oficialmente inaugurada el 6 de octubre en presencia del alcalde de Logroño, Conrado Escobar; y el presidente del Gobierno riojano, Gonzalo Capellán. 

La estación tiene una superficie total de 9.412 metros cuadrados, un vestíbulo de 560 metros cuadrados y 22 dársenas. También cuenta con aparcamiento, parada de taxis y espacios para motos y bicicletas.

Nueva estación de autobuses de Logroño
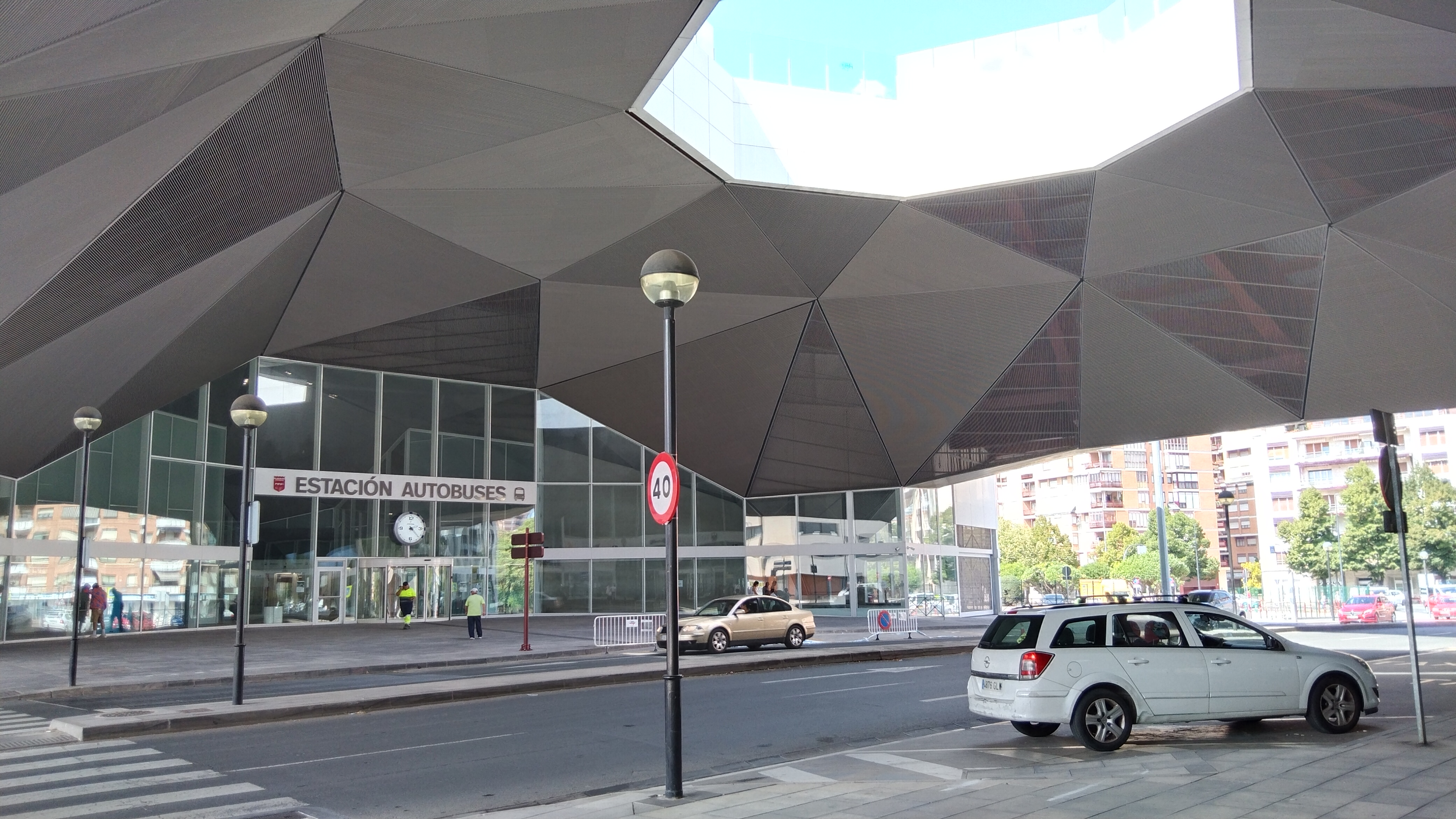
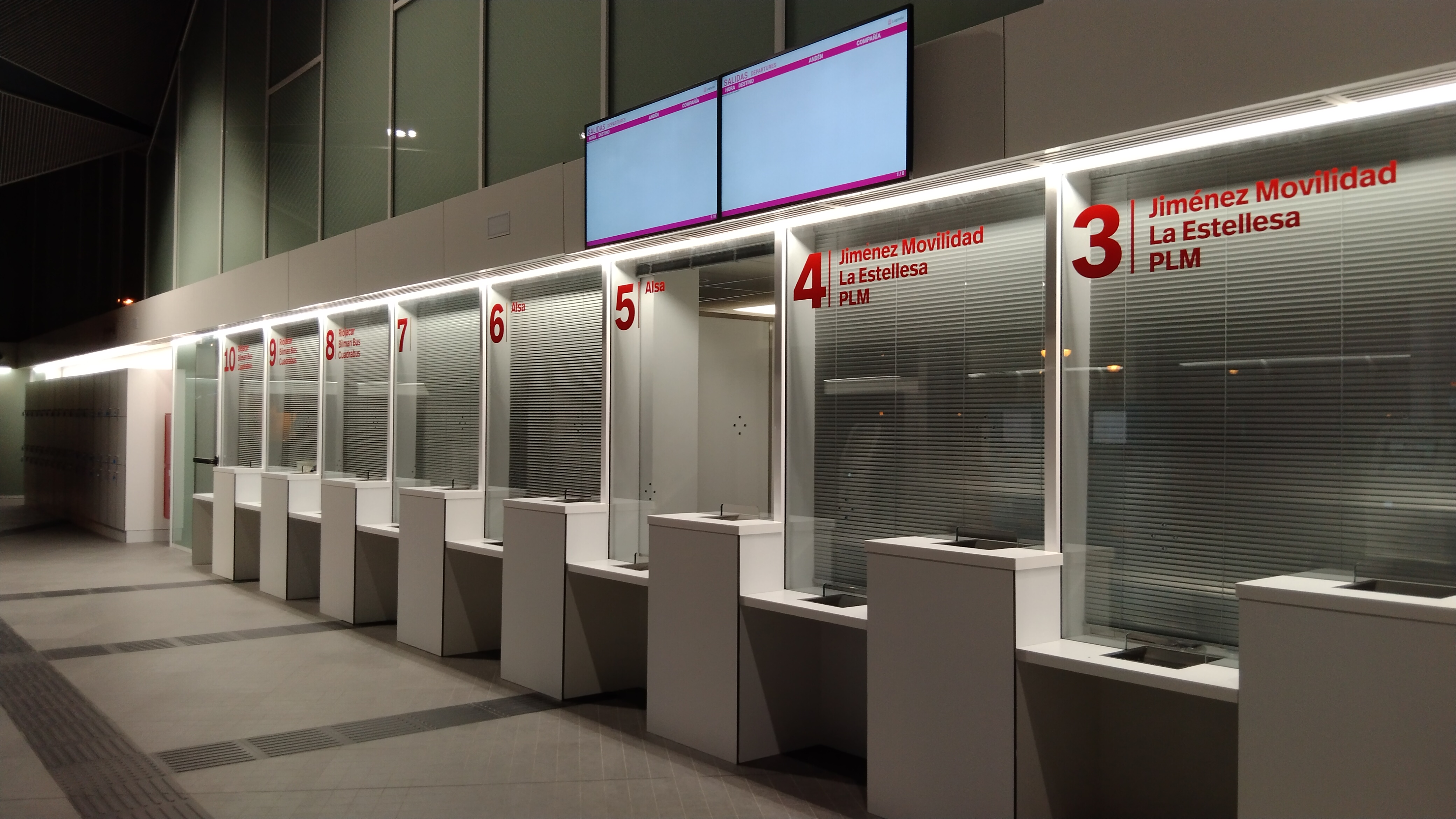
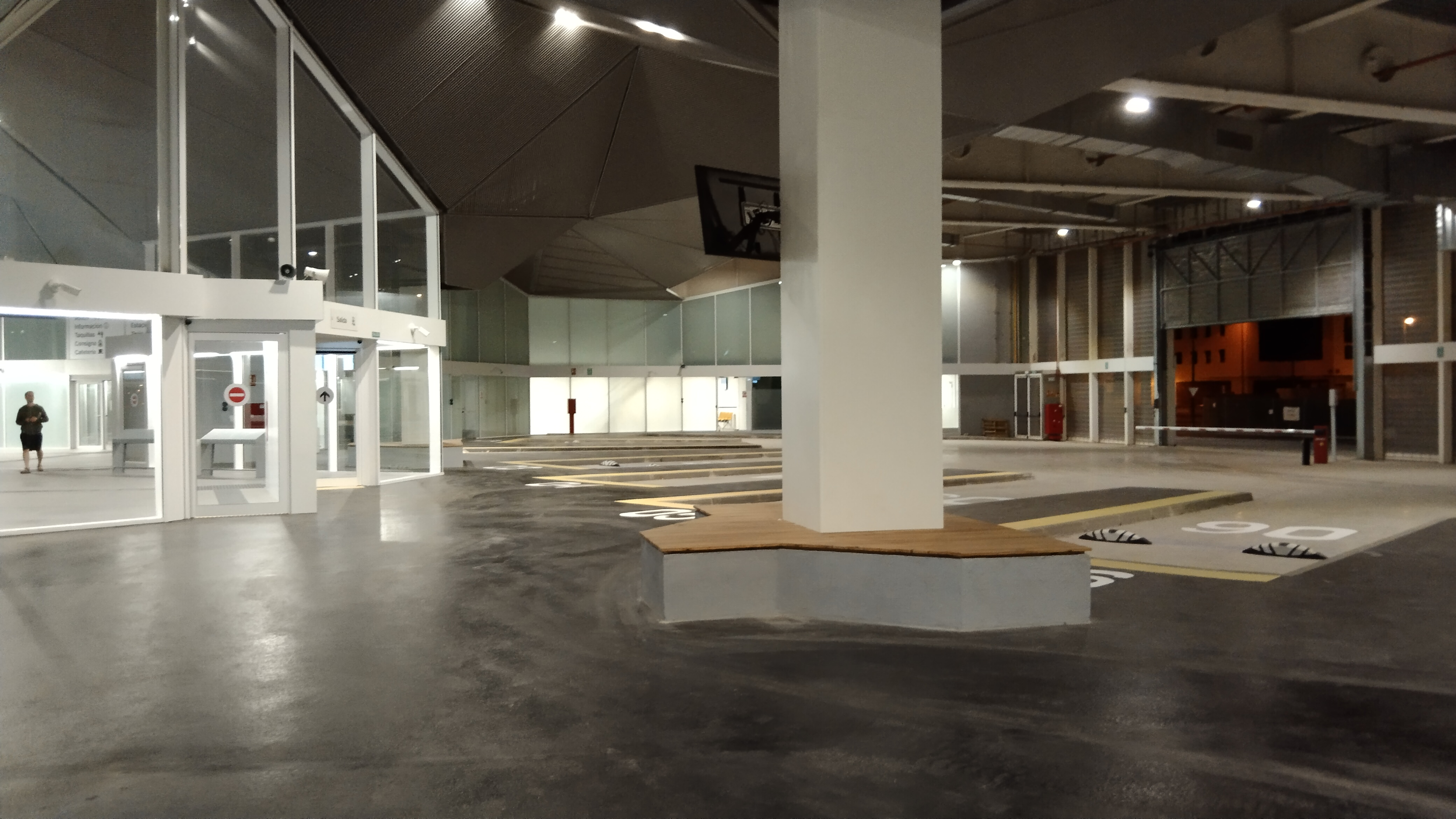
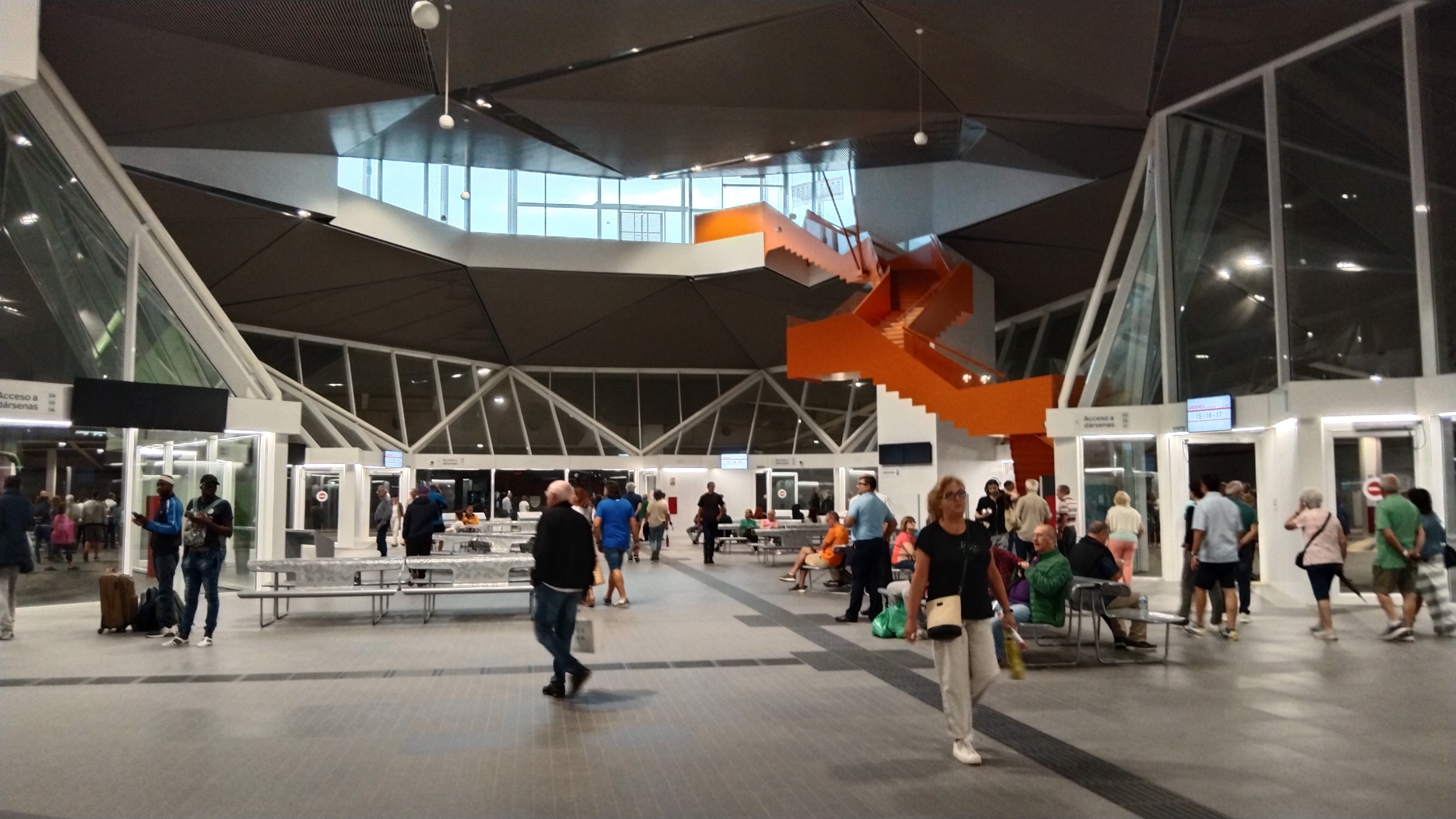

## Líneas Regulares Nacionales
Por la estación pasan varias líneas de autobuses nacionales:
| Concesión | Operador          | Línea                                                           | Destinos posibles desde Logroño |
| --------- | ----------------- | --------------------------------------------------------------- | --- |
| VAC-022   | ALSA              | Logroño-Soria-Madrid con hijuelas                               | Lumbreras · San Andrés · Pajares · La Póveda de Soria · Almarza · Garray · Soria · Almazán · Medinaceli · Aeropuerto de Madrid-Barajas · Madrid-Avda. América |
| VAC-067   | ALSA              | Burgos-Poza de la Sal-Frías-Briviesca-Logroño con hijuelas      | Fuenmayor · Cenicero · San Asensio · Ollauri · Casalarreina · Tirgo · Cuzcurrita de Río Tirón · Fonzaleche (C) · Foncea (C) · Altable · Pancorbo · Villanueva de Teba (C) · Santa María de Rivarredonda · Cubo de Bureba · Fuentebureba (C) · Calzada de Bureba · Zuñeda (C) · Berzosa de Bureba (C) · Grisaleña (C) · Cameno (C) · Briviesca · Prádanos de Bureba · Alcocero de Mola (C) · Castil de Peones · Quintanavides (C) · Santa Olalla de Bureba (C) · Santa María del Invierno (C) · Monasterio de Rodilla · Fresno de Rodilla (C) · Quintanapalla · Rubena · Villafría · Gamonal de Riopico · Burgos                                                                                  |
| VAC-108   | ALSA              | Santander-Bilbao-Barcelona con hijuela                          | Fontecha · Puentelarrá · Sobrón · Quintana Martín Galíndez · Palazuelos de Cuesta-Urría · Trespaderne · Medina de Pomar · Villarcayo · El Crucero de Montija · Espinosa de los Monteros · Bercedo (C) · Lanestosa · Ramales de la Victoria · Rasines · Ampuero · Limpias · Colindres · Laredo · Solares · El Astillero · Muriedas/Maliaño · Santander |
| VAC-136   | VIBASA (Monbus)   | Vigo-Barcelona-Irún con hijuelas                                | Pontevedra · Vigo · O Carballiño · Orense · Allariz · Xinzo de Limia · Verín · S. Cristovo · Vendas da Barreira · A Gudiña · Vilavella · Puebla de Sanabria · Monbuey · Camarzana de Tera · Santa Cristina de la Polvorosa · Benavente · Becilla de Valderaduey · Villalón de Campos · Lérida · Tarragona · Salou |
| VAC-159   | ALSA              | Santiago de Compostela-Gijón-Irún-Barcelona con hijuelas        | La Coruña · Lugo · Ponferrada · Astorga · Zamora · Valladolid · Gijón · Oviedo · Mieres · León · Barcelona |
| VAC-208   | Autobuses Jiménez | Madrid-Pamplona por Burgos y Logroño con prolongación a Arnegui | Madrid-Avda. América · Aeropuerto de Madrid-Barajas |
| VAC-213   | Bilman Bus        | Bilbao-La Manga del Mar Menor                                   | Valencia · Cullera · Gandía · Benidorm · Alicante · Santa Pola · Guardamar del Segura · Torrevieja · Dehesa de Campoamor · San Pedro del Pinatar · Santiago de la Ribera · Los Alcázares · La Manga del Mar Menor · Murcia · Cartagena |
| VAC-235   | Autobuses Jiménez | Burgos-Logroño-Zaragoza                                         | Burgos · Villayuda o La Ventilla · Castañares · San Medel de Juarros (C) · San Millán de Juarros (C) · Ibeas de Juarros · Zalduendo · Santovenia de Oca (C) · Galarde (C) · Villafranca-Montes de Oca · Espinosa del Camino · Villambistia · Tosantos · San Miguel de Pedroso · Belorado · Villamayor del Río · Viloria de Rioja (C) · Castildelgado · Ibrillos (C) · Redecilla del Camino · Grañón · Santo Domingo de la Calzada · Hervías · Alesanco (C) · Azofra (C) · Hormilla · Nájera · Tricio (C) · Alesón (C) · Ventosa (C) · Sotés (C) · Ausejo · El Villar de Arnedo · Calahorra · Rincón · Alfaro · Tudela · Fontellas · Mallén · Pedrola · Figueruelas · Alagón · Casetas · Zaragoza |

## Líneas Regulares Regionales

### De la comunidad autónoma de La Rioja
| Concesión          | Operador               | Línea                                                                    | Destinos posibles desde Logroño |
| ------------------ | ---------------------- | ------------------------------------------------------------------------ | --- |
| VLR-101            | Autobuses Jiménez      | Logroño-Laguna de Cameros                                                | Leza de Río Leza · Trevijano · Soto en Cameros · Terroba · San Román de Cameros · Ajamil-Rabanera (E) · Jalón de Cameros · Cabezón de Cameros · Laguna de Cameros |
| VLR-102            | Autobuses Jiménez      | Logroño-Robres del Castillo                                              | Ventas Blancas · Lagunilla de Jubera · Santa Engracia de Jubera · Jubera · Robres del Castillo · Santa Marina |
| VLR-104            | Autobuses Jiménez      | Logroño-La Villa de Ocón                                                 | Galilea · Corera · El Redal · Los Molinos de Ocón · Pipaona · Aldealobos · La Villa de Ocón · Santa Lucía · Las Ruedas de Ocón |
| VLR-107            | Autobuses Jiménez      | Logroño-Rincón de Soto con hijuelas                                      | El Sequero · Alcanadre · Corera · El Redal · El Redal (E) · Ausejo · El Villar de Arnedo · Pradejón · Calahorra · Aldeanueva de Ebro · Rincón de Soto · Grávalos · Tudelilla · Bergasa · Arnedo |
| VLR-108            | Autobuses Jiménez      | Logroño-Estollo                                                          | Navarrete · Ventosa (E) · Alesón (E) · Nájera · Tricio · Arenzana de Abajo · Cárdenas · Badarán · Berceo · San Millán de la Cogolla · Estollo |
| VLR-109            | Riojacar               | Logroño-Nájera con hijuelas a Santa Coloma y Valgañón                    | Tricio (E) · Nájera · Uruñuela · Huércanos · Manjarrés · Santa Coloma · Castroviejo · Hormilla · Azofra · Alesanco · Torrecilla sobre Alesanco (E) · Canillas · Cañas · Villar de Torre · Villarejo (E) · Manzanares de Rioja (E) · Cirueña · Ciruñuela (E) · Santurde (E) · Ojacastro · Ezcaray · Zorraquín · Valgañón · Entrena · Sojuela · Medrano · Daroca de Rioja · Hornos de Moncalvillo · Sotés · Ventosa                  |
| VLR-110            | Riojacar               | Logroño-Canales de la Sierra con hijuelas a Ventrosa y Viniegra de Abajo | Nájera · Arenzana de Abajo (E) · Baños de Río Tobía · Bobadilla · Matute · Tobía · Pedroso (E) · Anguiano · Valvanera (E) · Brieva de Cameros (E) · Viniegra (E) · Ventrosa · Viniegra de Abajo · Mansilla · Villavelayo · Canales de la Sierra |
| VLR-113            | Autobuses Jiménez      | Logroño-Miranda de Ebro con hijuela                                      | Lapuebla de Labarca · Torremontalbo · San Asensio (E) · San Asensio · Briones · Gimileo · Haro · Briñas (E) · Salinillas (E) · Zambrana · Miranda de Ebro |
| VLR-115            | Autobuses Jiménez      | Logroño-Montenegro de Cameros                                            | Lardero (E) · Albelda-La Tapiada · Albelda-Reina Sofía · Sorzano · Islallana · Viguera (E) · Viguera · Castañares de las Cuevas · Panzares · Nestares (E) · Nestares · Torrecilla en Cameros · Almarza (E) · Nieva de Cameros (E) · Nieva de Cameros · Montemediano · El Rasillo · Peñaloscintos · Ortigosa de Cameros · Pradillo · Villanueva de Cameros · Villoslada de Cameros · Lumbreras · San Andrés · Montenegro de Cameros |
| Rural Camero Viejo | Automóviles Río Alhama | Logroño-Camero Viejo                                                     | Ajamil · Rabanera · Hornillos de Cameros · Muro en Cameros · Almarza de Cameros · Pinillos · Gallinero de Cameros |

### De la Comunidad Foral de Navarra
| Concesión | Operador          | Línea                        | Destinos posibles desde Logroño |
| --------- | ----------------- | ---------------------------- | --- |
| VNA-010   | La Estellesa      | Logroño-San Sebastián e Irún | Irún · Rentería · Pasajes Ancho · San Sebastián |
| VNA-011   | La Estellesa      | Pamplona-Logroño             | Pamplona · Cizur Mayor · Astráin · Legarda · Obanos (C) · Puente La Reina · Mañeru · Cirauqui · Lorca · Villatuerta · Estella · Ayegui · Azqueta · Urbiola · Los Arcos · El Busto (C) · Sansol · Bargota · Viana |
| VNA-025   | Autobuses Jiménez | Azagra-Logroño               | Mendavia · Lodosa · Sartaguda · Carcar · Andosilla · San Adrián · Azagra |
| VNA-029   | La Vianesa        | Viana-Logroño                | Viana |

### Del País Vasco
Dos concesiones de la Diputación Foral de Álava efectúan parada en la estación de Logroño. La concesión AR-03 incluye cuatro líneas de la red de Interurbanos de Álava.
| Concesión | Operador                  | Línea                                             | Destinos posibles desde Logroño |
| --------- | ------------------------- | ------------------------------------------------- | --- |
| AR-03     | Líneas Regulares de Álava | Logroño-Oyón-Barriobusto y Logroño-Oyón-Laguardia | Oyón-Polígono · Oyón-Centro · Moreda · Labraza · Barriobusto · Yécora · Viñaspre · Lanciego · Cripán · Elvillar · Laguardia |
| AR-03     | Líneas Regulares de Álava | Vitoria-Logroño                                   | Vitoria-Estación · Vitoria-Bastiturri · Vitoria-Juzgados · Vitoria-Portal de Castilla · Vitoria-Universidad · Ventas de Armentia · Peñacerrada · Labastida · Ábalos · Samaniego · Hospital de Leza · Laguardia · Laguardia-Hotel/Gasolinera |
| AR-03     | Líneas Regulares de Álava | Logroño-Haro                                      | Polígono Casablanca · Laserna · Assa · El Campillar · Laguardia-Hotel/Gasolinera · Laguardia · Páganos · Navaridas · Leza · Hospital de Leza · Samaniego · Ábalos · San Vicente de la Sonsierra · Labastida                                 |
| AR-03     | Líneas Regulares de Álava | Logroño-Villabuena de Álava                       | Polígono Casablanca · Laserna · Assa · El Campillar · Laguardia-Hotel/Gasolinera · Laguardia · Lapuebla de Labarca · Elciego · Baños de Ebro · Villabuena de Álava                                                                          |
| C-02      | Autobuses Cuadra          | Bilbao-Logroño                                    | Bilbao |